# Calliophis intestinalis
Calliophis intestinalis är en ormart som beskrevs av Laurenti 1768. Calliophis intestinalis ingår i släktet Calliophis och familjen giftsnokar. IUCN kategoriserar arten globalt som livskraftig. Inga underarter finns listade.
Arten förekommer i södra delen av Sydostasiens fastland, på Malackahalvön, på Borneo, på Sumatra, i södra Filippinerna och på flera mindre öar i regionen. Den vistas i låglandet och i bergstrakter upp till 1400 meter över havet. Habitatet utgörs av fuktiga skogar, av odlingsmark och av trädgårdar. Calliophis intestinalis jagar mindre ormar och grodor.